# Не рыдай Мене, Мати

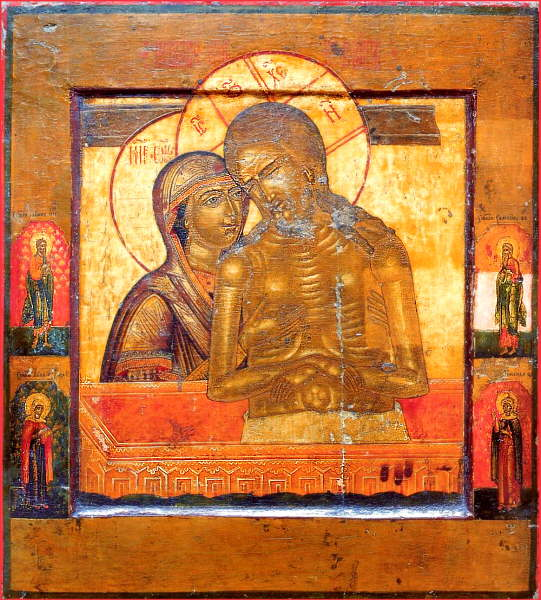
Не рыдай Мене, Мати… Икона. Конец XVIII — первая четверть XIX века

 «Не рыда́й Мене́, Ма́ти» (церк.-слав. Не рыда́й менѐ, мт҃и) — иконографическая композиция, представляющая Христа во гробе: обнажённое тело Спасителя наполовину погружено во гроб, голова приопущена, глаза закрыты, руки сложены крест-накрест. За спиной Христа крест, часто с орудиями страстей.
Название взято из ирмоса девятой песни канона Космы Маюмского на Великую субботу, послужившего также одним из источников иконографии:

Не рыдай по Мне, Мать, видя, как в гробу лежит Сын, во чреве Твоем зачатый без семени: ибо восстану Я, и прославлюсь и, как Бог, вознесу во славе всех, с верою и любовью непрестанно Тебя величающих.

Чаще всего слева (по отношению к зрителю) от Христа изображается оплакивающая его Богородица, состав прочих предстоящих различен в разных изводах и повторяет подбор персонажей сцены Распятия. Известны также одиночные изображения Христа без оплакивающих.
В сочетании с изображением нерукотворного образа Спасителя на многих иконах образует устойчивую составную композицию «Спас Нерукотворный — Не рыдай Мене, Мати», при этом Спас Нерукотворный (чаще с ангелами) изображается в верхнем регистре иконы, а композиция «Не рыдай Мене, Мати» — в нижнем.
Композиция совмещает сцены «Снятия со креста» и «Положения во гроб», посвящена оплакиванию Христа. По мнению других исследователей — «Мандилион» и «Akra Tapeinosis».
Сцена оплакивания Христа Марией в западном искусстве получила именование «Пьета́» (итал. pietà — оплакивание).